# Kaneelaldehyde
Kaneelaldehyde of cinnamaldehyde is de triviale naam van het aldehyde 3-fenyl-2-propeenaldehyde of 3-fenyl-2-propenal. Het is een α-β-onverzadigde verbinding met een trans-configuratie van de dubbele binding. De stof komt in de natuur voor in de bast van de kaneelboom; ze is het hoofdbestanddeel van de olie die van de bast wordt bekomen. Het cis-isomeer komt niet in de natuur voor.

## Synthese
Kaneelaldehyde kan men met behulp van stoomdestillatie uit kaneelboomolie afscheiden. De stof is ook synthetisch te bereiden via de aldolcondensatie van aceetaldehyde en benzaldehyde; deze reactie wordt gekatalyseerd door een base.

## Toepassingen
Veruit de belangrijkste toepassing is als smaakstof, om kaneelsmaak te geven aan voedingswaren, dranken, medicijnen. Ook wordt het aan parfumcomposities toegevoegd. Kaneelaldehyde kan echter wel parfumallergie veroorzaken.
Kaneeladehyde heeft ook een antibacteriële werking, in het bijzonder tegen bacteriën in de mond die slechte adem veroorzaken. Men kan het gebruiken in mondwater, kauwgom en andere producten om een frisse adem te bekomen.
De geur van de stof is een afweermiddel tegen honden en katten. De stof wordt in de landbouw gebruikt als een niet-giftig fungicide, insecticide en miticide.
Bij elektroplating wordt het gebruikt om het behandeld metaal glanzend te maken.

## Toxicologie en veiligheid
Kaneelaldehyde is goed biologisch afbreekbaar. In het lichaam wordt het omgezet in benzoëzuur en/of hippuurzuur.
De zuivere stof werkt irriterend op de ogen, huid en ademhalingsorganen. Herhaalde blootstelling kan de huid overgevoelig maken en een eczeemachtige huidaandoening veroorzaken.